# Lebogang Shange
Pour les articles homonymes, voir Shange.

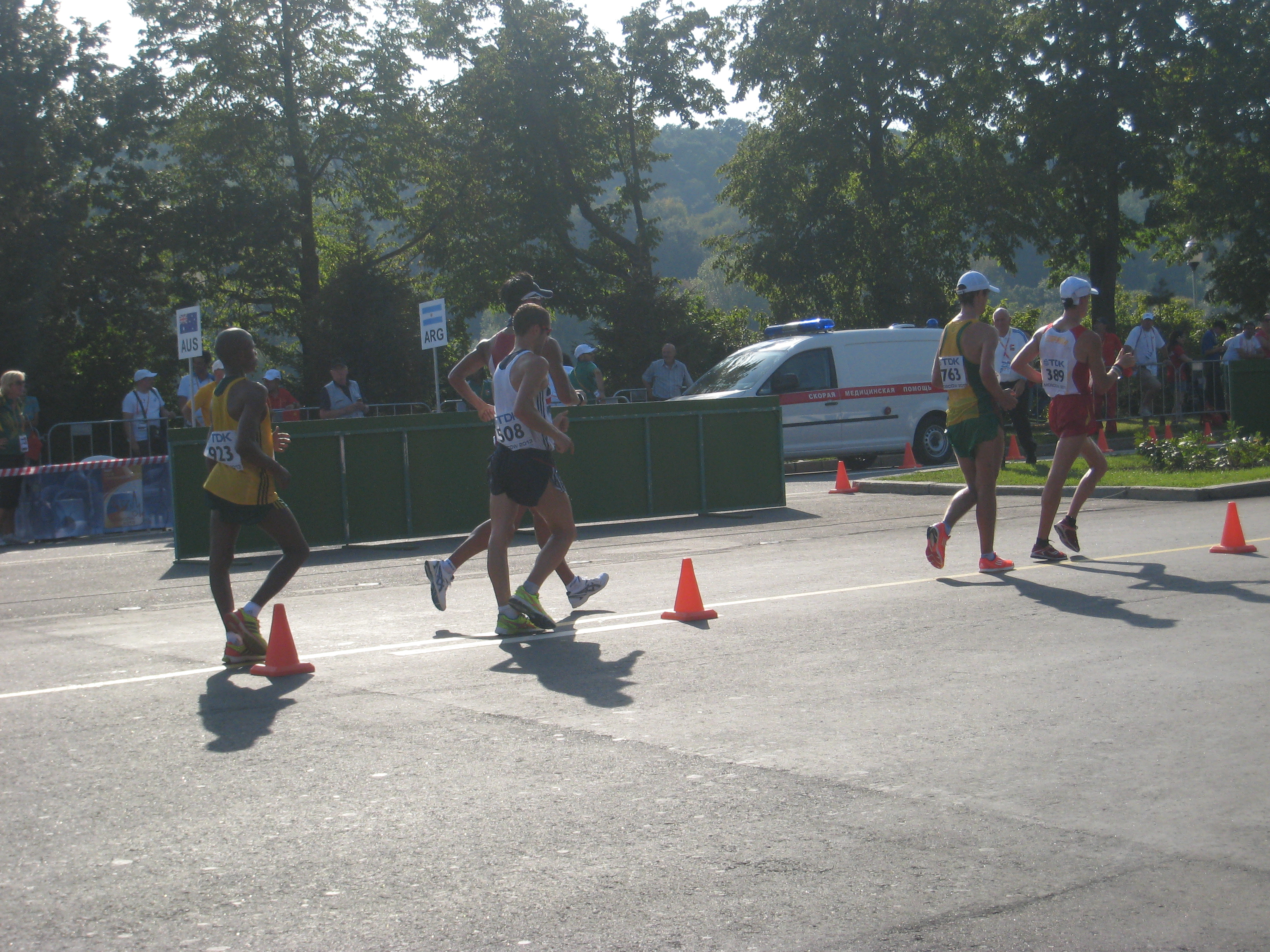
Dossard 923 - Lebogang Shange (RSA) au Championnats du monde IAAF 2013 à Moscou

Lebogang Shange (né le 1er août 1990) est un athlète sud-africain, spécialiste de la marche.

## Biographie
Il remporte la médaille d'or du 20 km marche lors des championnats d'Afrique 2014, à Marrakech au Maroc dans le temps de 1 h 26 min 58 s.
Le 23 août 2015, il bat le record sud-africain en 1 h 21 min 43 s lors des Championnats du monde à Pékin, prenant la onzième place. En septembre il est vainqueur aux Jeux africains de Brazzaville.
Le 19 décembre 2019, il est suspendu provisoirement à la suite d'un test antidopage positif au trenbolone, un stéroïde anabolisant, médicament utilisé pour favoriser la croissance musculaire chez les bovins.
Le 23 juillet 2021, le tribunal administratif du sport confirme sa suspension de quatre ans ce qui l'empêche de participer aux Jeux Olympiques de Tokyo

## Palmarès
| Date | Compétition                      | Lieu             | Résultat | Épreuve      | Performance     |
| ---- | -------------------------------- | ---------------- | -------- | ------------ | --------------- |
| 2013 | Championnats d'Afrique de marche | Belle Vue Maurel | 1er      | 20 km marche | 1 h 28 min 31 s |
| 2014 | Championnats d'Afrique           | Marrakech        | 1er      | 20 km marche | 1 h 26 min 58 s |
| 2015 | Jeux africains                   | Brazzaville      | 1er      | 20 km marche | 1 h 26 min 43 s |
| 2016 | Championnats d'Afrique           | Durban           | 3e       | 20 km marche | 1 h 21 min 41 s |
| 2016 | Jeux olympiques                  | Rio de Janeiro   | 44e      | 20 km marche | 1 h 25 min 07 s |
| 2017 | Championnats du monde            | Londres          | 4e       | 20 km marche | 1 h 19 min 18 s |
| 2018 | Championnats d'Afrique           | Asaba            | 2e       | 20 km marche | 1 h 25 min 25 s |

### Records
| Épreuve      | Performance          | Lieu    | Date         |
| ------------ | -------------------- | ------- | ------------ |
| 20 km marche | 1 h 19 min 18 s (NR) | Londres | 13 août 2017 |